# Copa Mohamed V 1986
La Copa Mohamed V 1986, a partir de esta edición llamada Torneo Casablanca, fue la decimoséptima edición del Trofeo Mohamed V. La competición de clubes se disputó en Casablanca, Marruecos. La disputaron 4 clubes invitados de la UEFA, de la Conmebol y de la liga marroquí. La copa fue ganada por el Standard Lieja, que venció en la final por 2 a 0 a Grêmio.

## Equipos participantes
En cursiva los debutantes.
| Confederación | País                    | Equipo              | Vía de clasificación |
| ------------- | ----------------------- | ------------------- | -------------------- |
| CAF           | Marruecos (Organizador) | FAR Rabat           | Invitado             |
| Conmebol      | Brasil                  | Grêmio              | Invitado             |
| UEFA          | Bélgica Países Bajos    | Standard Lieja Ajax | Invitados            |

## Desarrollo
|  | Semifinales    | Semifinales |   |             | Final          | Final |  |
|  |                |             |   |             |                |       |  |
|  |                |             |   |             |                |       |  |
|  | 15 de enero    |             |   |             |                |       |  |
|  | FAR Rabat      | 0           |   |             |                |       |  |
|  | Standard Lieja | 1           |   |             |                |       |  |
|  |                |             |   |             |                |       |  |
|  |                |             |   |             | 16 de enero    |       |  |
|  |                |             |   |             | Standard Lieja | 2     |  |
|  |                | Grêmio      | 0 |             |                |       |  |
|  |                |             |   |             |                |       |  |
|  |                |             |   |             |                |       |  |
|  |                |             |   |             | Tercer lugar   |       |  |
|  | 15 de enero    | 15 de enero |   | 16 de enero | 16 de enero    |       |  |
|  | Grêmio         | 2           |   | FAR Rabat   | 1              |       |  |
|  | Ajax           | 0           |   |             | Ajax           | 4     |  |

| Bandera de Bélgica               |
| Campeón Standard Lieja 1° título |

## Estadísticas
| Pos. | Equipo         | Pts | PJ | PG | PE | PP | GF | GC | Dif. | Rend. |
| ---- | -------------- | --- | -- | -- | -- | -- | -- | -- | ---- | ----- |
| 1    | Standard Lieja | 4   | 2  | 2  | 0  | 0  | 3  | 0  | 3    | 100%  |
| 2    | Grêmio         | 2   | 2  | 1  | 0  | 1  | 2  | 2  | 0    | 50%   |
| 3    | Ajax           | 2   | 2  | 1  | 0  | 1  | 4  | 3  | 1    | 50%   |
| 4    | FAR Rabat      | 0   | 2  | 0  | 0  | 2  | 1  | 5  | -4   | 0%    |